# Aleksandr Jidkov
Aleksandr Jidkov, meglio noto come Aleksandr Židkov da cittadino sovietico (Budënnovsk, 16 marzo 1965), è un ex calciatore azero, di ruolo portiere.

## Carriera

### Club
Dopo aver giocato per dieci anni nel campionato sovietico disputa due stagioni nel neonato campionato ucraino con il Nyva Vinnycja (la prima stagione in massima serie e la successiva in seconda serie). Nel 1992 si trasferisce al Mödling, nella massima serie austriaca, quindi gioca per sei stagioni nella quarta serie israeliana con l'Hapoel Tzafririm Holon. Chiude la carriera in Russia, giocando fra prima e seconda serie con Anži Machačkala e Tom' Tomsk.

### Nazionale
Ha esordito con la nazionale azera nel 1994, giocando 21 partite fino al 1998. Durante gli Europei 1988, all'epoca ventitreenne, in seguito all'infortunio di Rinat Dasaev nella sfida contro l'Irlanda (1-1), è il primo candidato ad essere chiamato come terzo portiere proprio in sostituzione di Dasaev ma alla fine quest'ultimo si riprende e Jidkov non è più convocato.

## Palmarès

### Club

#### Competizioni nazionali
- Campionato sovietico: 1

Dinamo Kiev: 1990
- Coppa dell'Unione Sovietica: 1

Dinamo Kiev: 1989-1990